# Meridian Airways
Meridian Airways is een Ghanese luchtvaartmaatschappij met als basis de luchthaven van Oostende. Meridian Airways werd in 2003 opgericht als Air Charter Express door Cargo Plus Aviation. In 2009 werd de huidige naam aangenomen. Meridian Airways had aanvankelijk 3 DC-8-63F vliegtuigen waarmee het regelmatig vluchten uitvoerde tussen de Britse militaire basis RAF Lyneham en Basra in Irak met tussenlanding in Oostende.
De vloot werd uitgebreid tot 5 vliegtuigen (allen DC-8-63F) voor de maatschappij op de zwarte lijst gezet werd in 2010.
Meridian is bezig de vloot te verhuizen naar het Midden-Oosten en Afrika.
2 vliegtuigen vliegen weer sinds januari 2011.